# Landschaftsschutzgebiet Heckenlandschaft südlich Bösingfeld
Das Landschaftsschutzgebiet Heckenlandschaft südlich Bösingfeld mit etwa 4 ha mit Flächengröße liegt im Gemeindegebiet von Extertal. Es wurde 2007 mit dem Landschaftsplan Nr. 5 Extertal durch den Kreistag des Kreises Lippe erstmals als Landschaftsschutzgebiet (LSG) ausgewiesen.

## Beschreibung
Das LSG umfasst einen terrassierten Hangbereich südlich von Bösingfeld, der nach Norden und Westen geneigt ist. An den Kanten des Acker-Grünlandkomplex stehen artenreichen Hecken. Am Nordhang liegt ein naturnaher Quellbach am Nordhang. Eine kleine Feuchtgrünlandfläche befindet sich am südlichen Rand.

## Schutzzwecke für das LSG
Laut Landschaftsplan erfolgte die Ausweisung des LSG:
- „zur Erhaltung und Wiederherstellung der Leistungsfähigkeit des Naturhaushaltes in ökologisch besonders wertvoll strukturierten Bereichen mit Wasser-, Klima- und Biotopschutzfunktionen,“
- „zur Erhaltung und Wiederherstellung von Quellbereichen und naturnahen Fließgewässern, Grünland, Kalkhalbtrockenrasen und naturnahen Waldbereichen unter schiedlicher Feuchtestufen, Feldgehölzen, Hecken und Obstwiesen,“
- „zur Erhaltung morphologisch ausgeprägter Bereiche zur Sicherung der landschaftlichen Eigenart und Vielfalt für die Erholung,“
- „zur Erhaltung wertvoller Biotopkomplexe aus Wald-Grünlandbereichen, Fließgewässern und Quellen sowie Biotopen nach § 62 LG mit wichtigen Refugial-, Puffer-, Trittstein- und Vernetzungsfunktionen,“
- „zur Erhaltung und Wiederherstellung wichtiger Rückzugsräume für die bedrohte Tier- und Pflanzenwelt,“
- „zur Sicherung von kulturhistorisch bedeutsamen Landschaften, z. B. Terrassenkulturlandschaften,“
- „zur Sicherung der das Orts- und Landschaftsbild gliedernden und belebenden und die dörflichen Siedlungsstrukturen prägenden Freiraumelemente.“[1]